# Axel Keller
Axel Keller  (25 de marzo de 1977 en Karl-Marx-Stadt, República Democrática Alemana) es un portero de fútbol alemán que en la actualidad juega en el Dinamo Dresde de la 3. Liga alemana.

## Carrera
Keller comenzó en las categorías inferiores del Chemnitzer FC. Pasó por el Altchemnitzer BSC hasta llegar al FC Carl Zeiss Jena. Tras un breve periodo en el TSV 1860 Múnich fue transferido en la temporada 2001/02 al 1. FC Schweinfurt 05, que subió a la 2. Bundesliga. Tras el ascenso de los bávaros, el entrenador Paul Linz lo fichó en verano de 2002 para el Eintracht Trier. Con los de Tréveris actuó en 12 ocasiones en la temporada 2002/03 y fue portero titular en la 2003/04, pero no pudo evitar el descenso del equipo.
En verano de 2004, Juri Schlünz, entrenador del Hansa de Rostock, fichó a Keller como portero suplente para reemplazar a Daniel Klewer, traspasado al 1. FC Nürnberg. Keller no consiguió quitar el puesto a Mathias Schober y no jugó un solo partido ni en la 1. Bundesliga ni, tras el descenso del equipo, en la 2. Bundesliga. La temporada 2006/07 fue traspasado al FC Erzgebirge Aue en una operación que llevó a Rostock al portero Jörg Hahnel. En Aue tuvo una excelente actuación en la 12.ª jornada tras una tarjeta roja del titular Tomasz Bobel contra el FC Carl Zeiss Jena.
Entre octubre de 2007 y marzo de 2008, Keller pudo jugar en el once inicial por una lesión en el hombro de Bobel. Tras una disputa con la directiva del club al negarse a jugar un partido para asistir al nacimiento de su hija, Keller volvió al banquillo.
Al inicio de la temporada 2008/09 Axel Keller fue traspasado al Dinamo Dresde, de la recién creada 3. Liga. Tiene contrato con los sajones hasta 2010.

## Personal
Keller vive con su pareja Ulrike y la hija de ambos.